# ジョインテックス

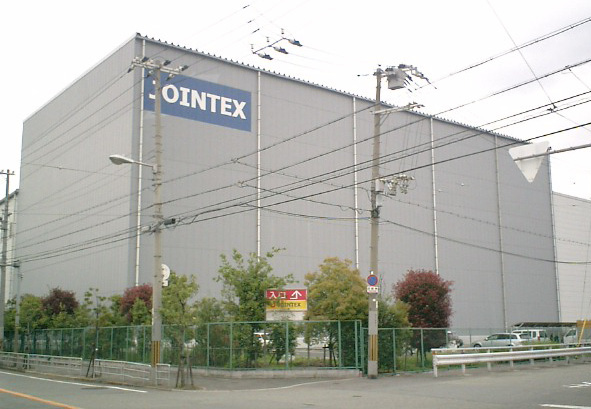
プラス株式会社・ジョインテックス西日本センター（大阪市大正区）

ジョインテックスは、プラス株式会社の社内カンパニーである。カンパニー本部は東京都文京区。
元々ジョインテックスは、2001年に設立されたプラス株式会社の関連企業であったが、2005年4月にプラス本体と合併し、存続会社であるジョインテックスが社名をプラス株式会社に改めたのに伴って、「プラス株式会社・ジョインテックスカンパニー」という社内カンパニーのカテゴリーで運営されることとなった。
ジョインテックスが扱う商品としては、オフィス家具・インテリア用品などの販売・修理・保守をはじめ、日用雑貨、スポーツ用品、食品、家電製品、電子光学機器などの主として企業向けの販売・配送を請け負っている。
母体会社が同じプラスであるということから、アスクルでもジョインテックスブランドの商品が販売されている。